# Агаев, Али Агабаба оглы
Али Агабаба оглы Агаев (азерб. Əli Ağababa oğlu Ağayev; 1906, Ленкоранский уезд — 17 апреля 1983, Масаллинский район) — советский азербайджанский табаковод, Герой Социалистического Труда (1950).

## Биография
Родился в 1906 году в селе Мусакуча Ленкоранского уезда Бакинской губернии (ныне Масаллинский район Азербайджана).
Работал бригадиром в колхозе имени Чапаева Масаллинского района Азербайджанской ССР. В 1949 году получил высоких урожай табака сорта «Трапезонд» — 25,4 центнеров с гектара на площади 6 гектаров. План по колхозу был выполнен на 252 %.
Указом Президиума Верховного Совета СССР от 17 августа 1950 года за получение высоких урожаев табака в 1949 году Агаеву Али Агабаба оглы присвоено звание Героя Социалистического Труда с вручением ордена Ленина и золотой медали «Серп и Молот».
Активно участвовал в общественной жизни Азербайджана. Член КПСС с 1947 года.
Скончался 17 апреля 1983 года в селе Мусакуча.